# Onafhanklike Party
De Onafhanklike Party (Nederlands: Onafhankelijke Partij; Engels: Independent Party) was een Zuid-Afrikaanse politieke partij die bestond van 1987 tot 1989.

## Geschiedenis
De Onafhanklike Party werd in 1987 opgericht door twee liberaalgezinde blanke politici, Denis Worrall (voormalig ambassadeur van Zuid-Afrika in het Verenigd Koninkrijk) en Wynand Malan. Zij behoorden voordien tot de gematigd factie binnen de regerende Nasionale Party (NP) en waren in de loop van de tijd anders gaan denken over apartheid. Zowel Worrall als Malan streefden naar "machtsdeling" waarbij iedere bevolkingsgroep in Zuid-Afrika zou moeten meeregeren. Dit was ook het voornaamste programmapunt van de Onafhanklike Party. Bij de parlementsverkiezingen van 1987 werd alleen Malan in de Volksraad gekozen. Teleurgesteld over dit resultaat, richtte Malan een nieuwe partij op, de Nasionale Demokratiese Beweging, terwijl Worrall de leiding van het restant van de Onafhanklike Party op zich nam. In 1988 ging de Nuwe Republiekparty op in de Onafhanklike Party en in 1989 gingen de Onafhanklike Party, de NDB en de Progressive Federal Party op in de Demokratiese Party/ Democratic Party (DP).
De aanhang van de Onafhanklike Party bestond voornamelijk uit Afrikaners.